# Rhododendron eurysiphon
Rhododendron eurysiphon är en ljungväxtart som beskrevs av Tagg och Forrest. Rhododendron eurysiphon ingår i släktet rododendron, och familjen ljungväxter. Inga underarter finns listade i Catalogue of Life.